# Henk Warmerdam
Henk Warmerdam (27 de septiembre de 1938) es un deportista neerlandés que compitió en judo. Ganó una medalla de plata en el Campeonato Europeo de Judo de 1963 en la categoría abierta.

## Palmarés internacional
| Campeonato Europeo | Campeonato Europeo | Campeonato Europeo | Campeonato Europeo |
| Año                | Lugar              | Medalla            | Categoría          |
| ------------------ | ------------------ | ------------------ | ------------------ |
| 1963               | Ginebra (Suiza)    | Medalla de plata   | Abierta            |